# Poryte

Nieoficjalny herb wsi Poryte

Poryte – wieś w Polsce położona w województwie podlaskim, w powiecie kolneńskim, w gminie Stawiski. Leży przy drodze wojewódzkiej nr 648.
| SIMC    | Nazwa               | Rodzaj    |
| ------- | ------------------- | --------- |
| 0406570 | Poryte Małe         | kolonia   |
| 0406558 | Poryte Szlacheckie  | część wsi |
| 0406564 | Poryte Włościańskie | część wsi |

W latach 1975–1998 miejscowość administracyjnie należała do województwa łomżyńskiego.

## Historia
W wieku XIX majętność Poryte występuje jako: Poryte alias Poryte Izdebne, wieś kościelna i folwark w powiecie kolneńskim, gminie Stawiski, parafii Poryte, położone od Kolna 14 wiorst.
W 1827 r. 23 domów 139 mieszkańców
W roku 1872 wieś posiadała kościół par. murowany, szkołę początkową ogólną, gorzelnię (1872), na terenie pokłady kamienia wapiennego i torfu.
Folwark Poryte posiadał rozległość mórg 2630 w tym : grunty orne i ogrody mórg 581, łąk mórg 215, pastisk mórg 12, lasu mórg 1711, wody mórg 12, nieużytki i place mórg 55.
W osadach folwarcznych mórg 44; budynków murowanych 8, z drzewa 11.
Gospodarstwo 4-polowe, las urządzony.
Folwark Poryte obejmował swą powierzchnią grunty wsi :.
- Poryte osad 43, z gruntami mórg 500.
- Zaborowo osad 12, z gruntem mórg 129.
- Grabowo Małe osad 2, z gruntem mórg 35,
- Hipolitowo osad 13, z gruntem mórg 164;
- Ignacewo osad 6, z gruntem mórg 124.

## Kościół i parafia
Kościół w 1386 r. funduje Paszko / Paweł z Radzanowa /h. Prawdzic - chorąży warszawski, później płocki, starosta belski. Pielgrzym do grobu św. Jakuba z Compostelli w Hiszpanii. Służący na dworze księcia Janusza, a później Siemowita IV. Zmarł w 1409 r.; w 1386 roku biskup Ścibor eryguje parafię. kolejny dziedzic Adam Niszycki w roku 1639 wznowił erekcję. Opisany w roku 1872 kościół pochodził z 1834 r. Poryte było wówczas parafią dekanatu kolneńskigo liczyło 3520 dusz.
W miejscowości znajduje się obecnie siedziba parafii św. Wojciecha. W strukturze kościoła rzymskokatolickiego parafia należy do metropolii białostockiej, diecezji łomżyńskiej, dekanatu Kolno. 
Na miejscowym cmentarzu parafialnym została pochowana Simona Kossak.

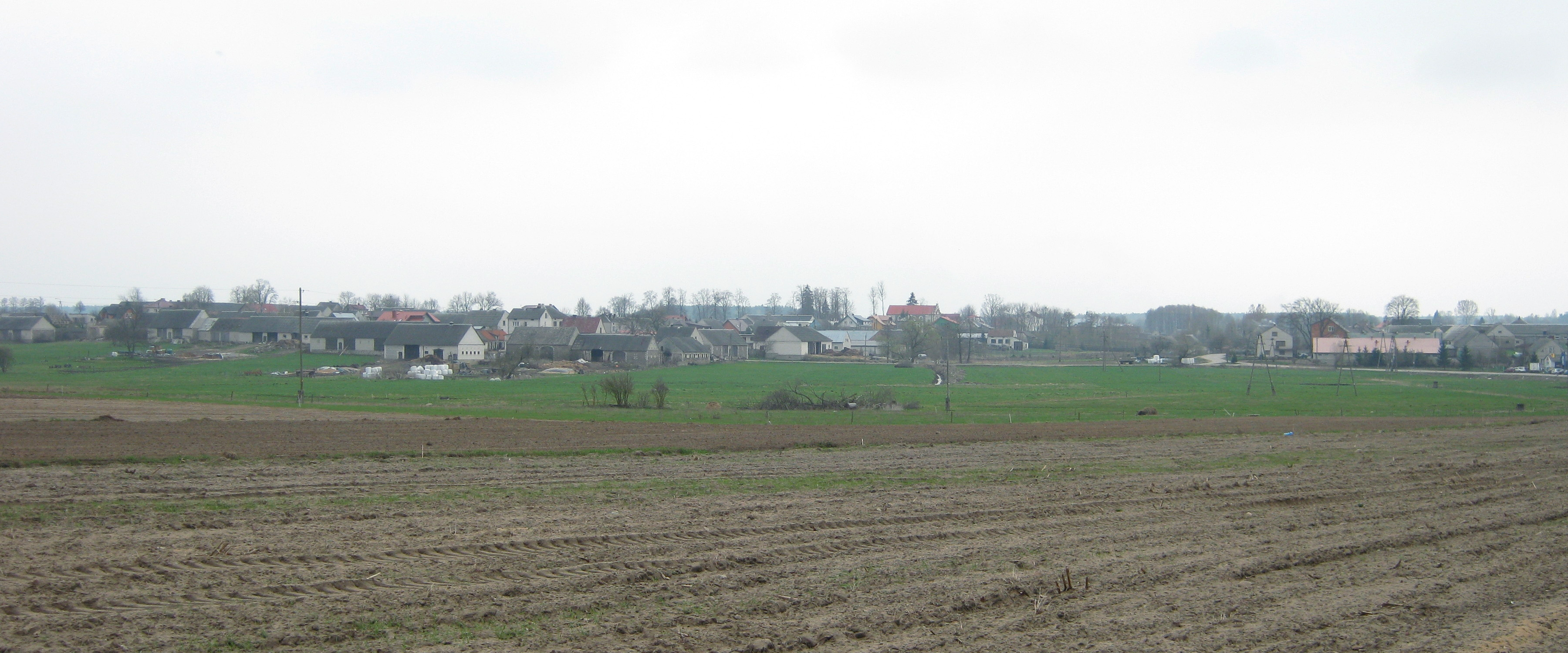
Poryte

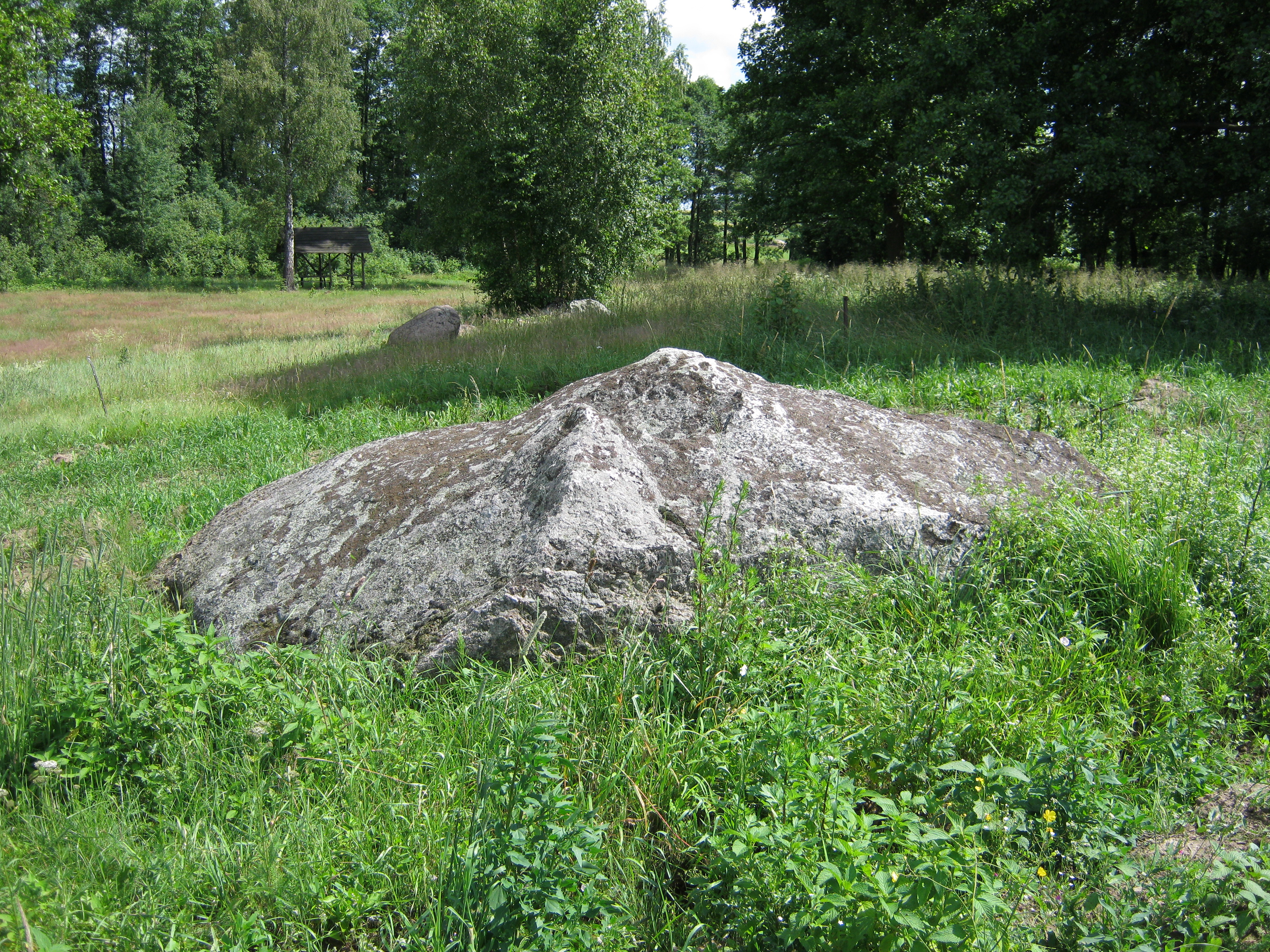
Głaz narzutowy - Poryte

W miejscowości na prywatnym polu znajduje się pomnik przyrody - głaz narzutowy, o obwodzie ok. 11,25m, wysokości - 1,5m, długości - 4,5m, szerokości - 3m.

## Czasy współczesne
Postępujący w okresie drugiej połowy XIX do 1939 roku proces parcelacji i zmian własnościowych, a ostatecznie parcelacji folwarku w 1945 roku utrwala podział administracyjny, w wyniku którego w powiecie kolneńskim w gminie Stawiski wyodrębnia się miejscowości.
- wieś Poryte,
- wsie Poryte Włościańskie i Poryte Szlacheckie będące częściami miejscowości,
- kolonia Poryte Małe.

## Zabytki
- Kościół parafialny pw. św. Wojciecha, 1 połowa XIX w. oraz dzwonnica, nr rej.: 53 z 28 kwietnia 1980[10].